# إل إس

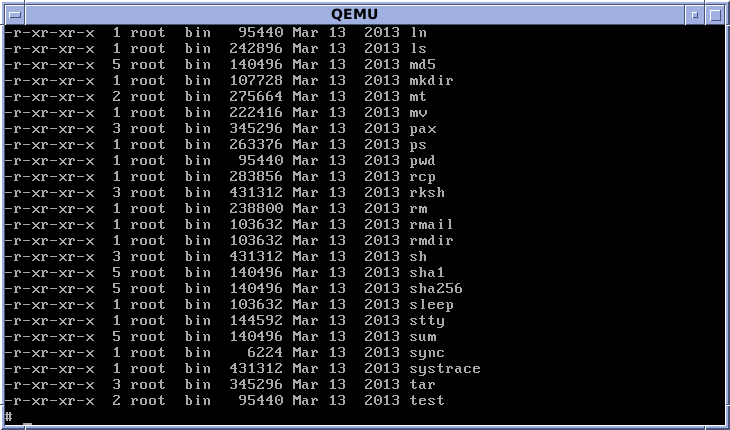
قائمة طويلة بالملفات مع الامر "ls -l" في أوبن بي إس دي 5.3

الأمر إل إس (بالإنجليزية: ls) (يكتب بحروف صغيرة) المشتق من الكلمة الإنجليزية 'List Segments' والتي تعني قائمة أو فعل الأمر اعرض هو أمر مستخدم في الأنظمة المتوافقة مع يونكس، ويقابله في أنظمة دوس الأمر دير.
عندما ينفذ الأمر ls، تُعرض محتويات المجلد الذي نفذ فيه هذا الأمر (المجلد الحالي) في حال لم يعطَ للأمر المكان الذي عليه عرض المحتويات منه، يعتبر من أكثر أوامر يونكس استخداماً، ولديه الكثير من الخيارات التي تتحكم بعمله.

## تاريخه
أمر ls ظهر لأول مرّة في الإصدار الخامس لنظام يونكس من شركة إي تي أند تي، أما اليوم، فهناك نسختان منتشرتان من الأمر، الأولى تصدر عن جمعية البرامج الحرة FSF كجزء من أدوات نظام جنو الرئيسية، والآخر يصدر مع إصدارات يونكس BSD المختلفة، وكل من النسختين هو برنامج حر ومفتوح المصدر.

## أمثلة الاستخدام
ls: عرض محتويات الدليل الحالي.
ls -a: عرض جميع الملفات والملفات المخفية أيضاً.
ls -l: عرض معلومات كثيرة عن الملفات والمجلدات في الدليل الحالي وخصوصاً الصلاحيات على سبيل المثال:
```
[
fulani@localhost:~
]
$
 
ls
 
-l
-rw-rw-r--
 
1
 
fulani
 
fulani
 
31823
 
2010
-05-29
 
18
:36
 
a~
drwxrwxr-x
 
2
 
fulani
 
fulani
 
4096
 
2010
-07-08
 
10
:48
 
bin
drwxr-xr-x
 
2
 
fulani
 
fulani
 
4096
 
2010
-07-08
 
16
:10
 
Desktop
drwxr-xr-x
 
11
 
fulani
 
fulani
 
12288
 
2010
-07-08
 
18
:17
 
Documents
drwxr-xr-x
 
3
 
fulani
 
fulani
 
16384
 
2010
-07-08
 
19
:09
 
Download

```

ls -F: استعراض الملفات مع إظهار أنواعها.
ls -r:استعراض الملفات مع عكس الترتيب الهجائي لها.
ls -X:استعراض الملفات وتصنيفها عن طريق الامتداد الخاص بها.
ls -S:استعراض الملفات وتصنيفها عن طريق الأحجام الخاصة بها.
ls -h:استعراض الملفات وتصنيفها عن طريق الأحجام الخاصة بها، هذا الخيار ليس من مقياسي من مقايس بوزيكس ويطبق في العديد من النظم على سبيل المثال برامج الخدمية لجوهر جنو coreutil من سنة 1997، فري بي ‌إس ‌دي 4.5 من سنة 2002، سولاريس 9 من سنة 2002.
```
 brw-r--r--  1 unixguy staff 64, 64 Jan 27 05:52 
block
     
crw-r--r--  1 unixguy staff 64, 255 Jan 26 13:57 
character
   
-rw-r--r--  1 unixguy staff   290 Jan 26 14:08 
compressed.gz
 
-rw-r--r--  1 unixguy staff 331836 Jan 26 14:06 
data.ppm
   
drwxrwxr-x  2 unixguy staff   48 Jan 26 11:28 
directory
   
-rwxrwxr-x  1 unixguy staff   29 Jan 26 14:03 
executable
  
prw-r--r--  1 unixguy staff    0 Jan 26 11:50 
fifo
     
srw-rw-rw-  1 unixguy staff    0 Jan 26 12:00 
socket
    
lrwxrwxrwx  1 unixguy staff    3 Jan 26 11:44 
link
 -> 
dir
  
-rw-rw----  1 unixguy staff   217 Jan 26 14:08 regularfile  
```

## وصلات خارجية
- ls(1) - Linux man page